# زانکت ماریانکیرشن ام هوسروک
زانکت ماریانکیرشن ام هوسروک (به آلمانی: Sankt Marienkirchen am Hausruck) یک منطقهٔ مسکونی در اتریش است که در ناحیه راید ایم اینکرایس واقع شده‌است. زانکت ماریانکیرشن ام هوسروک ۱۱ کیلومتر مربع مساحت دارد ۵۲۳ متر بالاتر از سطح دریا واقع شده‌است.